# Szarotka (Czajęcice)
Szarotka – osada wsi Czajęcice w Polsce, położona w województwie świętokrzyskim w powiecie ostrowieckim w gminie Waśniów
W latach 1975–1998 osada administracyjnie należała do województwa kieleckiego.